# Otto Lohmüller
Otto Lohmüller (4 de fevereiro de 1943 em Gengenbach, Baden-Württemberg, Alemanha) é um pintor contemporâneo, escultor e ilustrador de livros alemão. Alguns o consideram controverso devido ao seus quadros conter imagens de garotos nus (geralmente na faixa etária de 12-16 anos, sendo a maior parte de sua família e organizações que pertence), embora em seu trabalho não há evidencia de erotismo.  Seus trabalhos publicados são listados no catálogo da Biblioteca Nacional da Alemanha.

## Livros publicados
- Kalos: Gemälde. (Zeus, 1987)
- Otto Lohmuller's published works listed in the Catalog of the German National Library
- site oficial  deOtto Lohmuller